# フィリップ・ウェンマン (第7代ウェンマン子爵)
第7代ウェンマン子爵フィリップ・ウェンマン（英語: Philip Wenman, 7th Viscount Wenman、1742年4月18日 – 1800年3月26日）は、グレートブリテン王国の政治家、アイルランド貴族。1768年から1796年まで庶民院議員を務めた。

## 生涯
第6代ウェンマン子爵フィリップ・ウェンマンとソフィア・ハーバート（Sophia Herbert、1715年ごろ – 1787年7月19日、フィリップ・ハーバートの娘）の長男として、1742年4月18日にテイム・パークで生まれた。1752年よりウェストミンスター・スクールで教育を受けた後、1760年2月1日にオックスフォード大学オリオル・カレッジに入学、1762年10月29日にM.A.の学位を、1773年7月7日にD.C.L.の学位を修得した。1760年7月16日に父が死去すると、ウェンマン子爵位を継承した。
1768年イギリス総選挙でオックスフォードシャー選挙区から出馬して無投票で当選、以降1774年、1780年、1784年、1790年の総選挙でも無投票で再選した。議会では妻の弟にあたる第4代アビンドン伯爵ウィロビー・バーティーと同じく、グラフトン公爵内閣期（1768年 – 1770年）とノース内閣期（1770年 – 1782年）に野党に属し、シェルバーン伯爵内閣期（1782年 – 1783年）に与党に属し、後者ではアメリカ独立戦争の予備講和条約に賛成票を投じた。その後はチャールズ・ジェームズ・フォックスと敵対して第1次小ピット内閣を支持したが、議会で演説したことはなかった。晩年は痛風により登院がまばらになり、第4代準男爵サー・ギルバート・エリオットによると1791年の審査法廃止法案に反対したが、このときには「（議会に）全く来ない」（never comes）状態だったという。1796年イギリス総選挙に出馬せず、議員を退任した。
1800年3月26日にバースのミルソム・ストリートで死去、テイム・パークの教会に埋葬された。後継者がおらず爵位は全て廃絶、遺産は妹ソフィア（Sophia）の息子ウィリアム・リチャード・ウィカム（William Richard Wykeham、1769年ごろ – 1800年7月1日）、ついでウィリアム・リチャード・ウィカムの娘ソフィア・ウィカムが継承した。

## 家族
1766年7月7日にイリナ・バーティー（Eleanor Bertie、1804年4月19日没、第3代アビンドン伯爵ウィロビー・バーティーの娘）と結婚したが、2人の間に子供はいなかった。